# Aporo
Aporo è una municipalità dello stato di Michoacán, nel Messico centrale, il cui capoluogo è la località omonima.
La municipalità conta 3.218 abitanti (2010) e ha un'estensione di 54,91 km².
Il nome della località in lingua chichimeca significa luogo delle ceneri.